# Batrachoseps gabrieli
Batrachoseps gabrieli е вид земноводно от семейство Plethodontidae.

## Разпространение
Видът е разпространен в САЩ.